# カリシンビ山
カリシンビ山 (カリシンビさん、スワヒリ語:Mlima Karisimbi、ルワンダ語:Ikirunga cya Karisimbi、英語:Mount Karisimbi) は、ルワンダとコンゴ民主共和国の国境に位置するヴィルンガ山地の非活火山。標高は4507mで、東アフリカ地溝西側のアルバータイン地溝の一部をなす山々のなかでは最高峰である。北にミケノ山、東にビソケ山、西にニーラゴンゴ山がある。アフリカで11番目に標高の高い山である。
山の名前は、ルワンダ語で雪を意味する amasimbi に由来する。冠雪は乾季の6月から8月にかけて、最もよく見られる。
カリシンビ山とビソケ山のあいだに、この地域のマウンテンゴリラを観察する目的でダイアン・フォッシーによって設立されたカリソケ研究センターがある。